# Eutropiichthys goongwaree
Eutropiichthys goongwaree és una espècie de peix de la família dels esquilbèids i de l'ordre dels siluriformes.

## Morfologia
- Els mascles poden assolir 64 cm de longitud total.[3][4]

## Reproducció
És ovípar i els ous no són protegits pels pares.

## Hàbitat
És un peix d'aigua dolça i de clima tropical.

## Distribució geogràfica
Es troba a Àsia: l'Índia peninsular.

## Estat de conservació
Hom creu que les seues principals amenaces podrien ésser la contaminació, la urbanització, la sobrepesca i la introducció d'espècies exòtiques.